# Thurles Town Football Club
Dernière mise à jour : 3 août 2016.
Le Thurles Town Football Club est un club de football basé dans la ville de Thurles dans le Comté de Tipperary.

## Histoire
Le club est créé en 1977 par la fusion de deux clubs locaux, le Thurles Town AFC créé en 1950 et le Peake Villa. Les deux clubs fusionnent leurs équipes première afin de remplir le cahier des charges nécessaire à l'intégration dans le championnat d'Irlande et dispute la compétition jusqu'en 1982.
Thurles obtient son meilleur résultat lors de la saison 1979-1980 avec une neuvième place. En Coupe d'Irlande Thurles n'a jamais réussi à franchir le premier tour de l'épreuve.
Après le retrait du championnat en 1982, Peake Villa reprend son indépendance.
Le Thurles Town Football Club dispute dorénavant la North Tipperary District League.

## Joueurs
Plusieurs joueurs internationaux irlandais ont joué à Thurles, notamment Pat Dunne et Alfie Hale.
Neville Steedman est le meilleur buteur du club sur une saison. En 1979-1980 il marque 17 buts en 22 matchs.

## Liste des entraîneurs
| # | Nom            | Période   |
| - | -------------- | --------- |
| 1 | Jimmy McGeough | 1977-1978 |
| 2 | Sean Sheehy    | 1978      |
| 3 | Pat Dunne      | 1978-1980 |
| 4 | John Doran     | 1980-1981 |
| 5 | Alfie Hale     | 1981-1982 |